# Вилијам I Освајач
Вилијам I Освајач (енгл. William the Conqueror) или Вилијам Копиле (енгл. William the Bastard; 1028—9. септембар 1087) је био краљ Енглеске (1066—1087) и војвода Нормандије (1035—1087). У литератури, посебно историјској, код нас се за ово лице (и још неколико познатих носилаца) често користи и старији облик транскрипције за ово име, Виљем.
Извршио је инвазију на Енглеску, победио је у бици код Хејстингса 1066. и постао краљ Енглеске. Као војвода Нормандије означава се као Вилијам II, а као краљ Енглеске као Вилијам I.

## Детињство и младост
Након очеве смрти 1035, Вилијам је наследио војводство Нормандију кад је имао седам година и тада је био познат под називом Вилијам II Нормандијски. Француски краљ Анри I проглашава га витезом, кад је имао 15 година. Уз помоћ француског краља Анрија Вилијам слама побуну у Нормандији крај Каена 1047. године. Тиме обезбјеђује потпуну контролу над Нормандијом.
Оженио се Матилдом Фландријском 1050, са којом је имао шест ћерки и четири сина.

## Освајање Енглеске
Енглеском је владао краљ Едвард Исповедник од 1042. до 1066, који је умро без наследника. Због тога три различите стране почињу исказивати претензије на трон.
- Харалд III Норвешки, који је био у крвном сродству са бившим краљем,
- Вилијам Копиле Освајач је војвода Нормандије и у крвном сродству је са енглеским краљевима и
- Харолд II Енглески који је фактички владао Енглеском још током живота краља Едварда Исповедника.

Између тројице претендената почињу сукоби. Вилијам полаже право на престо тврдећи да га је Едвард, који није имао деце, одредио за наследника.
Харолд II Енглески је изабран за краља на традиционални начин, на сабору властеле и свештенства. Крунисан је 5. јануара 1066. године. Вилијам Освајач се није помирио са тим, па добија подршку папе и спрема велику флоту за инвазију Енглеске.
Краљ Харалд III Норвешки напао је северну Енглеску у септембру 1066. и новоизабраном краљу Харолду остало је мало времена да скупи војску потребну за одбрану. Ипак Харолд је успео да изненади Викинге у бици на Стамфорд бриџу 25. септембра 1066. године. Краљ Харалд III Норвешки је убијен у тој бици, а Викинзима је то била последња инвазија на Енглеску.
Била је то пирова победа која је битно ослабила и разбила англо-саксонску војску.
У међувремену Вилијам Копиле Освајач скупио је флоту од 600 бродова и војску од 7.000 људи. Вилијам Освајач је регрутовао војнике не само из своје Нормандије, него и из околних подручја, из Холандије и Немачке. Многи су били другорођени или трећерођени синови, којима је остајало мало или нимало наследства. Вилијам Освајач им обећава да ће бити награђени земљом и статусом, ако купе властитог коња, оклоп и оружје и придруже се његовом походу.
Након одлагања од неколико седмица услед невремена искрцали се се на југу Енглеске, неколико дана након победе Харолда над Викинзима. Искрцали су се 28. септембра 1066. у Сасексу. Близу Хејстингса Вилијам Освајач је направио дрвени дворац као своју базу.
Избор базе је представљао директан прст у око краљу Харолду, пошто је то било лично подручје краља Харолда.
У бици код Хејстингса 14. октобра 1066. Нормани су победили, краљ Харолд је убијен, а Саксонци су побегли.
После те битке Вилијам Освајач је кренуо кроз Кент према Лондону. Избегавајући Лондон дошао је долином Темзе до утврђеног саксонског града Валингфорда у Оксфордширу, где се саксонски господар града Вигод потчињава Вилијаму Освајачу.
Ту је значајно да се надбискуп Кантерберија Стиганд потчињава Вилијаму. Док је очекивао да се потчини и Лондон Вилијам Освајач се кретао североисточно до Хартфордшира, где се преостали саксонски племићи предају његовој власти.
Коначно је проглашен краљем при крају октобра, а крунисан је 25. децембра 1066. у Вестминстерској опатији, што је отада постала традиција за све енглеске владаре.
Југ Енглеске је брзо признао новог краља, а на северу је трајао отпор још шест година све до 1072, када је Вилијам Освајач угушио и тај отпор замењујући у побуњеним подручјима англо-саксонско племство норманским господарима. У Јоркширу је постигао споразум по коме су локални саксонски племићи могли задржати земљу у замену за избегавање побуна.

## Вилијамова власт у Енглеској
Када је једном освојио Енглеску започео је са великим променама. Да би ефикасно убирао порезе и да би знао докле му сеже власт, Вилијам Освајач је организовао попис становништва и добара. Наредио је да се изграде бројни замкови, тврђаве, затвори, све да би спречио будуће побуне, односно да би их лако и на време угушио. По његовом налогу је изграђена Лондонска кула. Нормански је постао језик владајуће класе у Енглеској и заменио је енглески.
Англо-саксонско племство је било навикло на државу, у којој су они имали велику аутономију, а Вилијам Освајач је увео централизовану државу. Англо-саксонско племство се буни, па остају без поседа.
Сва земља у Енглеској и сви поседи су прешли у руке Нормана, а англо-саксонско племство је емигрирало у друге европске земље.
Наследио га је син Вилијам II.

### Књига страшног суда
Споменик дељења земље између краља и нормандиских феудалаца представља позната Књига страшног суда (Domesday Book) састављена 1086. на основу података које су дали народни представници. У тој је књизи било подробно записано који поседи у свакој грофовији припадају краљу, који духовним и световним сениорима, колико nа сваком поседу (манору) има плужних запрега (карука), колико је на њему вилана (сељака са нормалном деоницом), бордарија и котарија (ситних сељака), серва (кућних робова), а колико слободних. Такође су унети и приближни приходи поседа у новцу. Краљ је хтео да буде тачно обавештен о средствима и приходима сваког свог вазала да би према томе захтевао од њега феудалну службу и ударао намете. Књига страшног суда представља један од најважнијих споменика историје феудалне Европе. Ни у једној земљи није познат тако рани попис земље. Књига страшног суда представља не само споменик поделе земље међу освајачима него и поробљавања сељачких маса. У књизи страшног суда многи слободни и полуслободни сељаци уврштени су у разред вилана. Овај термин, у 11. веку још неодређен, убрзо је почео да означава кметове. Нормандијски освајачи су појачали експлоатацију зависног сељаштва и погоршали његов правни положај. Норман диско освајање представља важну етапу у развитку феудалних односа у Енглеској.

### Учвршћивање краљеве власти
Виљем је владао гвозденом руком. Овај џин мрачна погледа, намрштен и недруштвен, без милости у гневу, знао је да улије страх и покорност. Ломећи сваки отпор, ма од кога долазио, он је доследно учвршћивао краљевску власт. Стара енглеска аристократија била је збрисана.
На чело грофовија на које се делила-Енглеска постављени су „шерифи” — службена лица која је именовао краљ. Сви крупни феудалци добијали су сада своју земљу непосредно од краља и постајали његови вазали. Земљишта су феудалцима дељена у деловима, она су била разбацана по разним грофовијама. Тако у Енглеској нису настале велике кнежевине које би могле постати опасне за краљевску власт. Краљ је држао у својим рукама око једне седмине свих земаља. Тај је део још био увећан доцнијим конфискацијама. Виљем је учврстио своју власт још у једном погледу. Ускоро после састављања Књиге страшног суда он је, по речима хронике, — наредио архиепископима, епископима, опатима, грофовима, баронима, шерифима са њиховим ритерима да се 1. августа сакупе код њега у Солсберију. А када су се сви сакупили, он је приморао ритере да му се закуну на верност против свих људи. Тако је Виљем успоставио директну феудалну везу с вазалима, приморавајући их да се закуну непосредно краљу. Све војне снаге ритера нашле су се у Енглеској у његовој служби.
У организацији локалне управе краљ је тежио да се ослони на претфеудалне установе Англо-Саса. Он је искористио старе скупштине сатнија и грофовија за своје фискалне циљеве, за разрезивање пореза, за суд, за владине истраге, нарочито за састављање Књиге страшног суда. Он је напоредо с феудалним системом војне службе задржао и стару војску слободног сељаштва.
Тако је краљ добио у руке снажан и послушан административни систем, велика војна и финансијска средства. Не само да је задржао све порезе уведене у англо-саској епохи него их је још и повећао.
Виљем је увећао своје поседе стварањем нових ловачких забрана. У областима које су биле одређене искључиво за краљевски лов рушена су читава села а њихови становници протеривани. Ко год би се усудио да без дозволе лови у краљевској шуми вадиле су му се очи. Од свих Виљемових мера изгледа да су „Шумски закони” били најнепопуларнији. Два Виљемова сина и његов унук били су убијени у „Новој шуми”, омиљеном његовом ловишту, недалеко од Винчестера.

### Односи са црквом
Црква је била један од најважнијих Виљемових ослонаца. Он је сменио готово све више свештенство у Енглеској и поставио на њихово место своје људе. Њему одани епископи и опати заседали су у краљевском савету. Свестан политичке важности савеза са црквом, краљ није тврдичио у поклонима. Виљем је дао цркви низ привилегија, посебно, одвојио је црквене судове од световних. Отада су све ствари које се тичу цркве имале да се расправљају не пред судовима сатнија, већ пред специјалним црквеним судовима на основу „канона и епископских закона”. Виљем је штитио права и имовину цркве од присезања световних феудалаца. Али, јачајући утицај цркве као свог политичког оруђа, он није имао никакву жељу да у Енглеској ојача власт папе. У то је време заузимао папски престо чувени Гргур VII (1073—1085). Хроника истиче како Виљем није дозвољавао да се папа признаје друкчије сем по краљевској наредби и како су сви папски прописи у Енглеској могли ступити на снагу тек кад их краљ одобри. Исто је тако за одлуке епископских сабора у Енглеској било потребно краљево одобрење. Ниједан краљев вазал или саветник није могао бити искључен из цркве или позван пред црквени суд сем по одобрењу краља. Виљем је постављао епископе и давао им инвеституру предајући им жезло и прстен. Гргур VII, огорчено се борећи за инвеституру с царем, није се усуђивао да од краља Енглеске створи себи новог опасног непријатеља и није пружао отпор његовој црквеној политици.
Неограничена моћ краља притискивала је многе од најмоћнијих „барона” (тако су почели називати крупне феудалце), и они су маштали о томе да се у Енглеској успостави поредак какав је у то време владао у Француској. Они су се више пута дизали против краља за време Виљема и његових наследника.

### Краљевска власт и градови
Ситни и средњи феудалци — ритери, без обзира на своје англо-саско или нормандијско порекло — подржавали су Виљема и његове наследнике у њиховој борби с крупним баронима. Доброчинствима обасута и покорна црква и градски трговци за које је нормандијско освајање значило добит пружали су краљу сталну подршку. Виљемово обуздавање феудалне самовоље, жестоко гоњење разбојништава и убистава у којима се врло често изражавао протест угњетених класа створили су у Енглеској безбедност трговачких путева. По речима једне хронике, Виљем је у Енглеској завео такав поредак, да је свако могао без опасности проћи кроз целу краљевину с пуном врећом злата под пазухом. Но, освајање је за енглеске трговце било корисно и у другом погледу: оно је политички ујединило Енглеску с Нормандијом и Меном, Виљемовим поседима у Француској. Енглеска је и пре освајања одржавала трговачке везе с Нормандијом и Фландријом. Сада су те везе знатно ојачале. С Виљемом се нису појавили у Енглеској само ратни авантуристи већ и трговци из тих земаља. Виљем се оженио с фландријском грофицом и ставио трговину с Фландријом под своју нарочиту заштиту. Те су везе биле корисне за енглеске трговце, особито лондонске. Лондон је био главни посредник у трговини између Енглеске и земаља на континенту.
Књига страшног суда набраја у Енглеској до 80 градова. У градовима је живело око 5% становника читаве Енглеске. Али, већи део градова у Енглеској имао је у то доба (и дуго затим) полуаграрни карактер. У њима је већина становништва живела од сеоских занимања — земљорадње и сточарства. Градови су имали пространа поља и пашњаке. Од села су се углавном разликовали утврђењима. У следећем (XII) веку у Енглеској запажамо нагли пораст градова и трговине. Грађани постају важан краљев ослонац у његовој борби против барона.

### Краљевска власт и слободно сељаштво
На краљевој страни био је и горњи слој слободног сељаштва које у Енглеској није нестало ни после нормандијског освајања, ма да се његов број смањио а правни положај погоршао. „Слободне” сељаке у Енглеској срећемо свуда: било је мало феудалних поседа на којима се уз масу кметова није сачувало и нешто слободних сељака. Они су били нарочито многобројни на североистоку, у областима старог данског становништва. „Слободан” сељак ипак није био ни издалека потпуно слободан. Он није био сопственик своје земље — врховна права на његову земљу припадала су господару феудалног поседа („лорду манора”), а сељак је био обавезан да лорду плаћа феудалну ренту. Он је био потчињен јурисдикцији лорда, али је сматран лично слободним и могао је напустити феудални посед. Феудалци су тежили да слободне сељаке претворе у кметове. Горњи слој слободног сељаштва видео је у краљу свог заштитника од феудалаца. Стога је он стао на страну краља у његовој борби против непокорних барона.

## Породично стабло
|  |                                 |  |  |  |  |  |  |  |  |  |  |  |  |  |  |  |
|  | 16. Вилијам I Нормандијски      |  |  |  |  |  |  |  |  |  |  |  |  |  |  |  |
|  |                                 |  |  |  |  |  |  |  |  |  |  |  |  |  |  |  |
|  |                                 |  |  |  |  |  |  |  |  |  |  |  |  |  |  |  |
|  | 8. Ричард I Нормандијски        |  |  |  |  |  |  |  |  |  |  |  |  |  |  |  |
|  |                                 |  |  |  |  |  |  |  |  |  |  |  |  |  |  |  |
|  |                                 |  |  |  |  |  |  |  |  |  |  |  |  |  |  |  |
|  | 17. Спрота                      |  |  |  |  |  |  |  |  |  |  |  |  |  |  |  |
|  |                                 |  |  |  |  |  |  |  |  |  |  |  |  |  |  |  |
|  |                                 |  |  |  |  |  |  |  |  |  |  |  |  |  |  |  |
|  | 4. Ричард II Нормандијски       |  |  |  |  |  |  |  |  |  |  |  |  |  |  |  |
|  |                                 |  |  |  |  |  |  |  |  |  |  |  |  |  |  |  |
|  |                                 |  |  |  |  |  |  |  |  |  |  |  |  |  |  |  |
|  | 9. Gunnora, Duchess of Normandy |  |  |  |  |  |  |  |  |  |  |  |  |  |  |  |
|  |                                 |  |  |  |  |  |  |  |  |  |  |  |  |  |  |  |
|  |                                 |  |  |  |  |  |  |  |  |  |  |  |  |  |  |  |
|  | 2. Роберт I Нормандијски        |  |  |  |  |  |  |  |  |  |  |  |  |  |  |  |
|  |                                 |  |  |  |  |  |  |  |  |  |  |  |  |  |  |  |
|  |                                 |  |  |  |  |  |  |  |  |  |  |  |  |  |  |  |
|  | 20. Judicael Berengar           |  |  |  |  |  |  |  |  |  |  |  |  |  |  |  |
|  |                                 |  |  |  |  |  |  |  |  |  |  |  |  |  |  |  |
|  |                                 |  |  |  |  |  |  |  |  |  |  |  |  |  |  |  |
|  | 10. Конан I, војвода од Бретање |  |  |  |  |  |  |  |  |  |  |  |  |  |  |  |
|  |                                 |  |  |  |  |  |  |  |  |  |  |  |  |  |  |  |
|  |                                 |  |  |  |  |  |  |  |  |  |  |  |  |  |  |  |
|  | 5. Judith of Brittany           |  |  |  |  |  |  |  |  |  |  |  |  |  |  |  |
|  |                                 |  |  |  |  |  |  |  |  |  |  |  |  |  |  |  |
|  |                                 |  |  |  |  |  |  |  |  |  |  |  |  |  |  |  |
|  | 22. Жофроа I Анжујски           |  |  |  |  |  |  |  |  |  |  |  |  |  |  |  |
|  |                                 |  |  |  |  |  |  |  |  |  |  |  |  |  |  |  |
|  |                                 |  |  |  |  |  |  |  |  |  |  |  |  |  |  |  |
|  | 11. Ермангарда-Геберга Анжујска |  |  |  |  |  |  |  |  |  |  |  |  |  |  |  |
|  |                                 |  |  |  |  |  |  |  |  |  |  |  |  |  |  |  |
|  |                                 |  |  |  |  |  |  |  |  |  |  |  |  |  |  |  |
|  | 23. Adele of Meaux              |  |  |  |  |  |  |  |  |  |  |  |  |  |  |  |
|  |                                 |  |  |  |  |  |  |  |  |  |  |  |  |  |  |  |
|  |                                 |  |  |  |  |  |  |  |  |  |  |  |  |  |  |  |
|  | 1. Вилијам I Освајач            |  |  |  |  |  |  |  |  |  |  |  |  |  |  |  |
|  |                                 |  |  |  |  |  |  |  |  |  |  |  |  |  |  |  |
|  |                                 |  |  |  |  |  |  |  |  |  |  |  |  |  |  |  |
|  | 3. Herleva                      |  |  |  |  |  |  |  |  |  |  |  |  |  |  |  |
|  |                                 |  |  |  |  |  |  |  |  |  |  |  |  |  |  |  |
|  |                                 |  |  |  |  |  |  |  |  |  |  |  |  |  |  |  |